# Jean-Philippe Courtois
Pour les articles homonymes, voir Courtois.
Jean-Philippe Courtois, né en 1960, est vice-président exécutif et président des ventes, du marketing et des opérations de Microsoft à l'international. Depuis 2015 il est également président et cofondateur de l'association Live for Good.

## Carrière
Né à Alger en 1960, de nationalité française, il est diplômé de l'École Supérieure de Commerce de Nice et titulaire d’un Diplôme d'Étude Comptable Supérieur, (DECS). Après ses années de formation, il a effectué un stage dans la société informatique niçoise Memsoft qui produisait un système d'exploitation pour Apple II. 

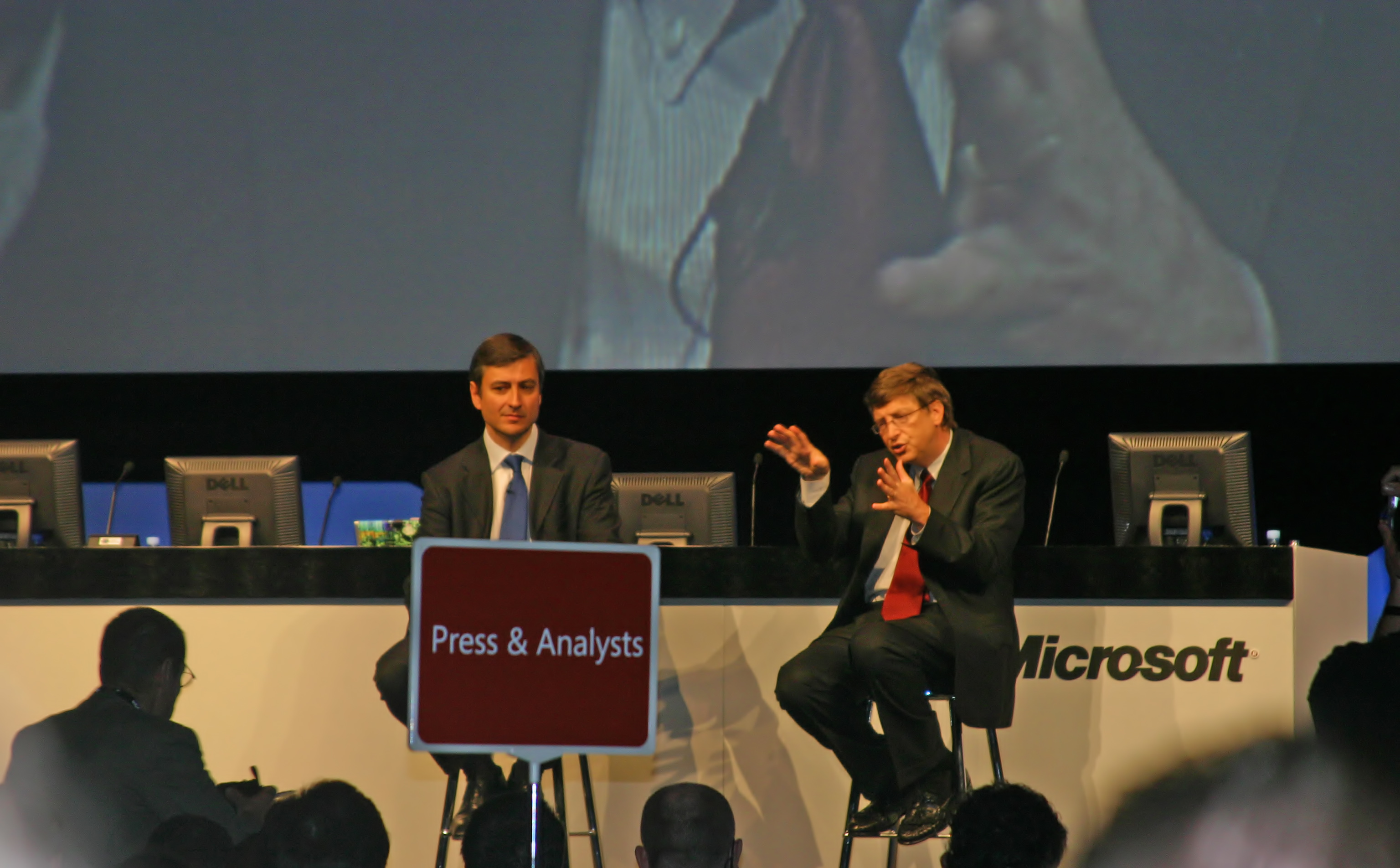
Avec Bill Gates en 2004.

Il refuse l'offre d'embauche de cette dernière à sa sortie d'école, préférant accepter l'offre de Microsoft, jeune société naissante. Il a rejoint Microsoft en 1984 en qualité d’ingénieur commercial,. Il exerce différentes fonctions de cadre supérieur, puis est promu Directeur Général de Microsoft France en 1994. Il devient ensuite vice-président de Microsoft, chargé des ventes, au niveau mondial,,.

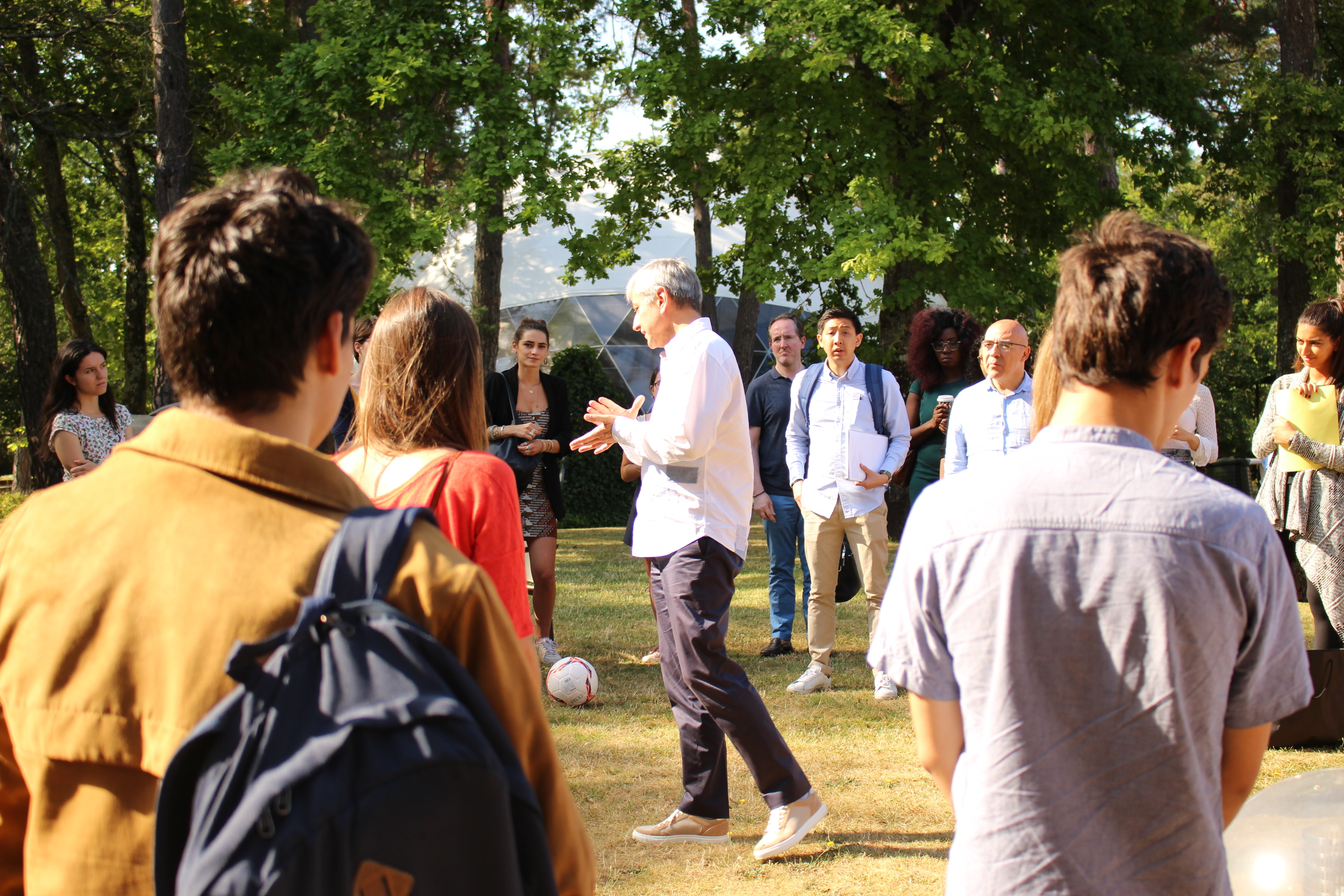
Discours de Jean-Philippe Courtois lors d'un événement Live for Good

Par ailleurs, Jean-Philippe Courtois est également administrateur au sein de Positive Planet et le représentant officiel de Microsoft à l’Institut Montaigne.
Il a été coprésident du groupe de travail sur la fracture numérique du Forum économique mondial. Il a également participé au groupe de travail de la Commission européenne sur les Technologies de l'information et de la communication.[réf. souhaitée]

## Live for Good

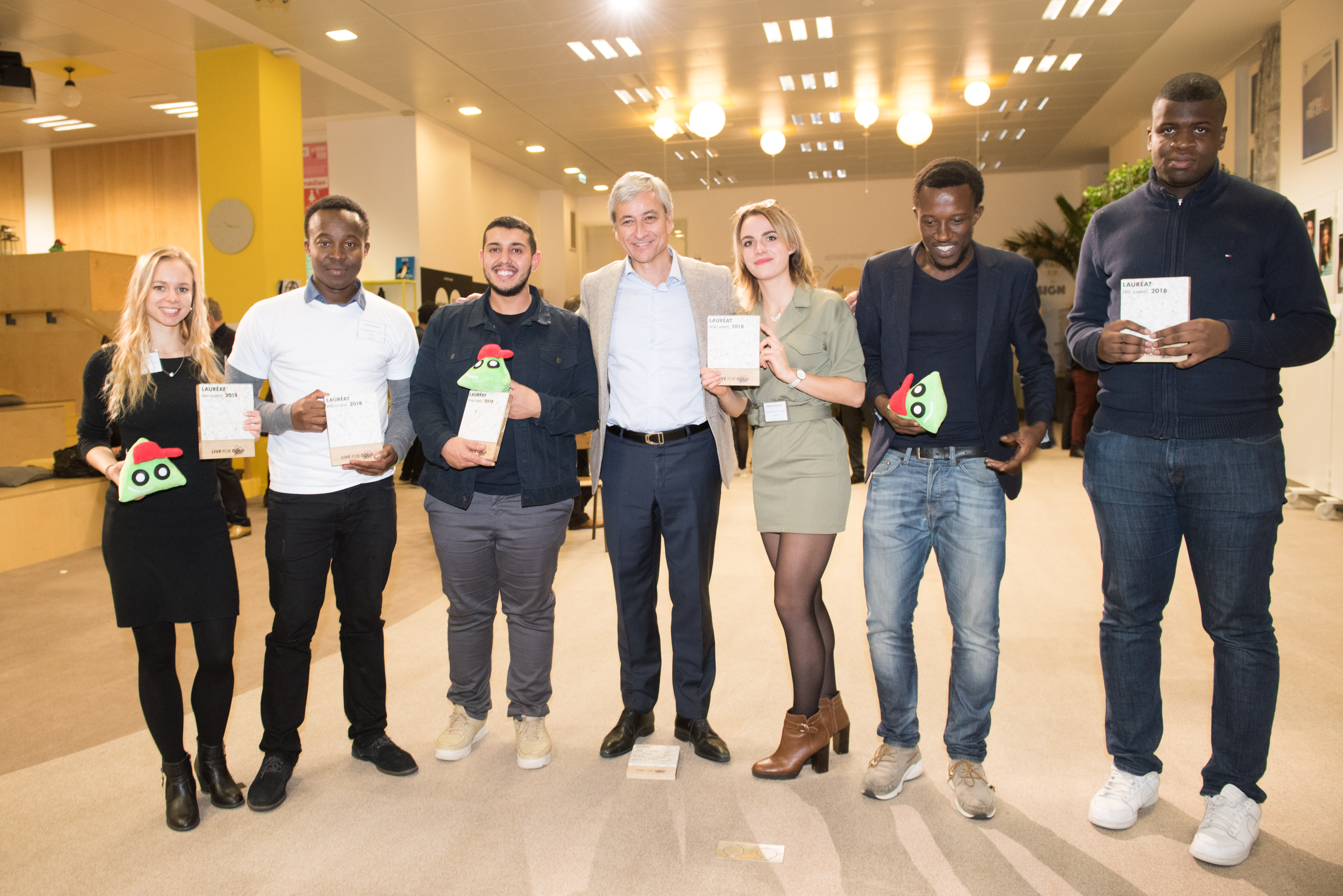
Jean-Philippe Courtois et les lauréats du Prix Gabriel 2018

En 2015, à la suite de la disparition de son fils Gabriel, il co-fonde avec sa famille l'association Live for Good, dans le but d'aider de jeunes entrepreneurs à développer leur projet à impact social ou environnemental positif avec l’apport du numérique,.